# Patrick Sandra

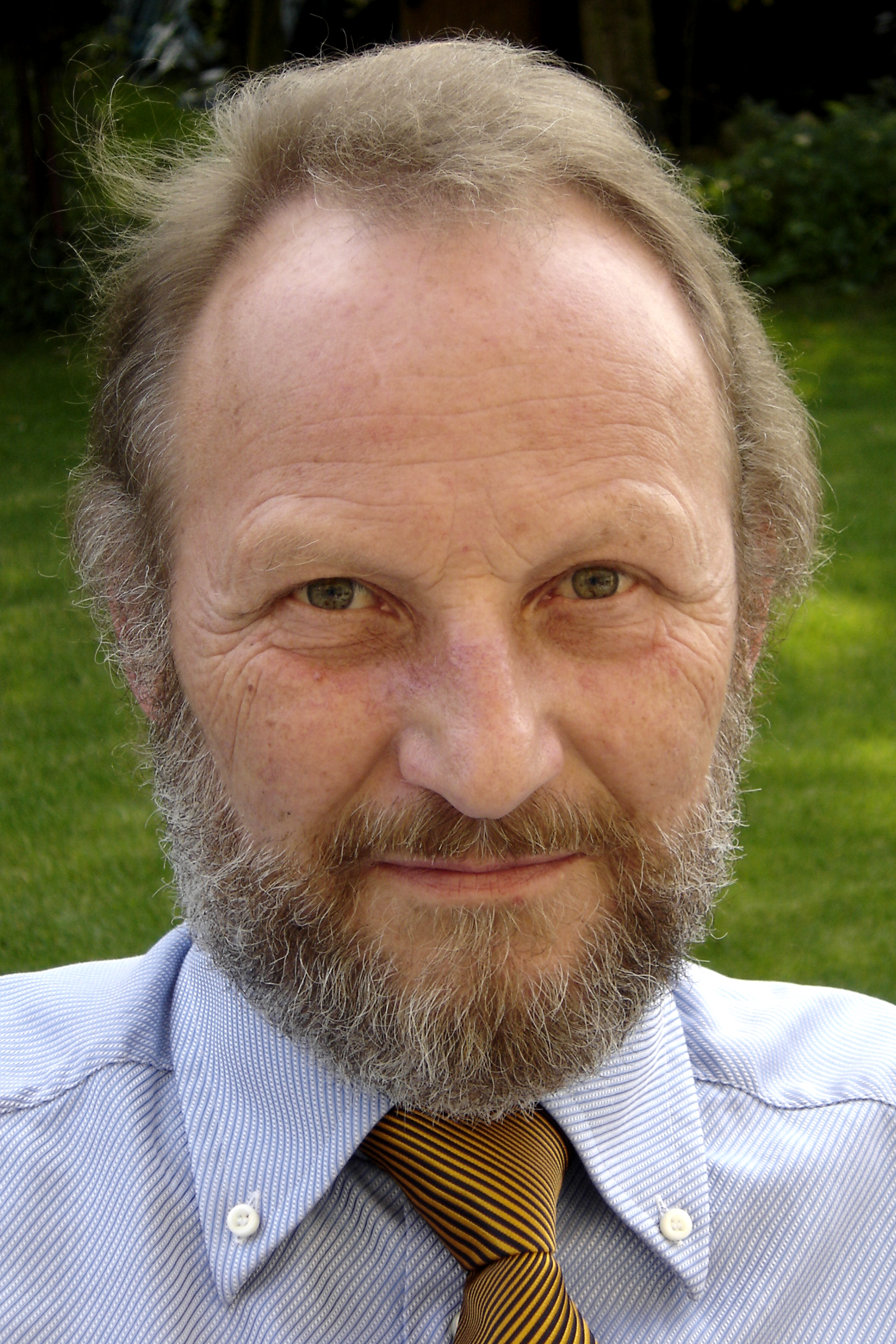
Patrick Sandra

Patrick (Pat) J. Sandra (Kortrijk, 20 oktober 1946) is een Belgisch scheikundige, professor emeritus van de Universiteit Gent en ondernemer.

## Loopbaan
Pat Sandra studeerde scheikunde aan de Universiteit Gent, waar hij in 1969 een licentie en in 1975 een doctoraat behaalde. Zijn proefschrift handelde over de analyse van de smaak en geur van hop in bieren. Hij bleef actief aan de Faculteit Wetenschappen en in 1989 werd hij benoemd tot professor en hoofd van de groep Scheidingstechnieken in de vakgroep Organische Chemie. Hij was ook buitengewoon hoogleraar aan de Technische Universiteit Eindhoven (1991-2000) en aan de Universiteit van Stellenbosch in Zuid-Afrika (1998-2013). Hij was mede-oprichter van PARC (Pfizer Analytical Research Center) aan de Universiteit Gent, dat hij leidde van 2003 to 2011. In 2011 ging hij met emeritaat.
Als West-Vlaming zat ondernemen in het bloed en hij richtte in 1986 het Research Institute for Chromatography (RIC) in Kortrijk op, een onafhankelijk familiebedrijf voor hoogwaardig onderzoek en opleiding in chromatografie en massa spectrometrie. RIC werd in 2020 uitgebouwd tot de RIC-groep (RIC technologies, RIC resolve, RIC biologics en RIC omics) en werkt nu met meer dan 50 medewerkers onder leiding van zijn twee zonen Tom Sandra en Koen Sandra. 
Tijdens zijn carrière heeft hij meer dan 600 wetenschappelijke artikels geschreven als auteur of mede-auteur, twee boeken, 25 boekhoofdstukken en gaf hij meer dan 500 uitgenodigde lezingen op wetenschappelijke bijeenkomsten. In de wetenschappelijke literatuur is hij ook bekend als de uitvinder van de Twister-technologie en als voorzitter van het Internationaal Symposium in Capillaire Chromatografie, dat hij van 1983 tot 2012 tweejaarlijks organiseerde in samenwerking met Dr. Sorin Trestianu in Riva del Garda (Italië).

## Dioxinecrisis
Patrick Sandra haalde ten tijde van de dioxinecrisis in 1999 uit naar het Belgische Ministerie van Volksgezondheid omdat dat, naar zijn mening, het probleem over het hoofd zag, en niet genoeg aandacht gaf aan de pcb's (de oorsprong van deze dioxinecrisis) maar slechts aan de dioxines zelf. Pcb's die kippen innemen bij het voederen hebben in hun lichaam eenzelfde werking als dioxines. Daarom was het gewenst niet alleen onderzoek te voeren naar de dioxines zelf.

## Onderscheidingen
Pat Sandra ontving talrijke onderscheidingen voor zijn wetenschappelijk werk, o.a. in Rusland, Verenigde Staten, Verenigd Koninkrijk, Venezuela, Zuid-Afrika, Italië, Slowakije, Oostenrijk, Hongarije, Polen, India en Canada.
Vermeldenswaardig zijn:
- American Chemical Society Chromatography Award (2005)
- Doctor Honoris Causa in Pharmaceutical Sciences (2004, Turijn, Italië)
- Doctor Honoris Causa in Food Safety (2007, Messina, Italië)
- Ereprofessor aan het Dalian Institute for Chemical Physics, Chinese Academie van Wetenschappen (2007, Dalian, China)
- Doctor Honoris Causa in Chemie (in 2012, Boekarest, Roemenië en in 2019, Evora, Portugal)

In 2013 werd hij benoemd tot lid van de Onderzoeksraad van voorzitter Barroso van de Europese Gemeenschap.
- Bibsys: 90523367
- Bibliothèque nationale de France: cb12412895j (data)
- International Standard Name Identifier: 0000 0000 6308 1515
- Library of Congress Control Number: n85233305
- Bibliotheek van het Japanse parlement: 00474394
- Nationale bibliotheek van Australië: 35786103
- Nederlandse Thesaurus van Auteursnamen: 30835155X
- Système universitaire de documentation: 033242704
- Virtual International Authority File: 76404471
- WorldCat: E39PBJrRdq43JJPRQK7mmdcpT3